# Park So-yun
Park So-yun (kor. 박소연; * um 1977) ist eine ehemalige Badmintonspielerin aus Südkorea.

## Sportliche Karriere
Park So-yun siegte 1995 bei den German Juniors im Damendoppel mit Yim Kyung-jin. 1997 wurde sie bei den India Open in der gleichen Disziplin Dritte mit Lee So-young.

## Sportliche Erfolge
| Saison | Veranstaltung  | Disziplin   | Platz | Name                        |
| ------ | -------------- | ----------- | ----- | --------------------------- |
| 1996   | German Juniors | Damendoppel | 1     | Yim Kyung-jin / Park So-yun |
| 1997   | India Open     | Damendoppel | 3     | Lee So-young / Park So-yun  |